# خرس نیست
خرس نیست (انگلیسی: No Bears) یک فیلم درام ایرانی به کارگردانی، تهیه‌کنندگی و نویسندگی جعفر پناهی از سال ۲۰۲۲ است. در این فیلم که به‌طور مخفیانه در ایران فیلم‌برداری شده‌است، پناهی، ناصر هاشمی پروین، وحید مبصری، بختیار پنجه‌ای و مینا کاوانی در کنار دیگران ایفای نقش می‌کنند. تولید فیلم در مهٔ ۲۰۲۲ به پایان رسید و حقوق توزیع جهانیِ آن توسط شرکت فرانسوی سلولوید دریمز تضمین شد.
خرس نیست برای نخستین بار در ۹ سپتامبر ۲۰۲۲ در هفتاد و نهمین دوره جشنواره بین‌المللی فیلم ونیز در رقابت اصلی شیر طلایی نمایش داده شد و برندهٔ جایزه ویژه هیئت داوران این جشنواره شد. این فیلم به دلیل اصالت، مضامین و کارگردانی، نقدهای مثبتی را از منتقدان دریافت کرد.

## طرح داستان
این فیلم دو داستان عاشقانهٔ موازی را به تصویر می‌کشد که در آن عاشقان با موانعِ پنهان و اجتناب‌ناپذیر، نیروی خرافات و مکانیکِ قدرت مبارزه می‌کنند. پناهی همزمان نقش خودش را بازی می‌کند. او در یکی از روستاهای ایران در مرز ترکیه است و سعی دارد تیمش را برای فیلم‌برداری در سمت ترکیه راهنمایی کند. پناهی با کمک دستیار کارگردانش که هر شب به ملاقات او می‌رود و تصاویر ضبط‌شده را به او تحویل می‌دهد، داستان یک زوج را روایت می‌کند که تلاش دارد برای فرار به فرانسه پاسپورت‌های جعلی بگیرد. در همان زمان پناهی ناخودآگاه درگیر سیاست روستای محل اقامتش می‌شود. شورای ریش‌سفیدان به ملاقات پناهی می‌روند و از او می‌خواهند که تصویری را که ادعاشده که او از یک زوج محلی گرفته باشد را نشان دهد. این تصویر یک رابطه ممنوعه را نشان می‌دهد. پناهی مدعی است که چنین تصویری را نگرفته‌است. روستاییان از باور او امتناع می‌ورزند. وضعیت تشدید می‌شود و فعالیت‌های هنری به ظاهر بی‌اهمیت عواقب ناگواری را در پی دارد.

## بازیگران
- جعفر پناهی در نقش خودش
- ناصر هاشمی در نقش رئیس روستا
- وحید مبصری در نقش قنبر
- بختیار پنجه‌ای در نقش بختیار
- مینا کاوانی در نقش زارا
- نرجس دلارام در نقش مادر قنبر
- رضا حیدری در نقش رضا
- جواد سیاحی در نقش یعقوب
- یوسف سلیمانی در نقش عموی یعقوب
- امیر داور در نقش سولدوز
- دریا عالی در نقش گوزل
- رحیم عباسی در نقش روستایی
- سینان یوسف اوغلو در نقش سینان
- احسان احمد خانپور در نقش بچه
- ایمان بازیار در نقش سرباز

## تولید
خرس نیست نهمین فیلم بلند به کارگردانی پناهی و اولین فیلم پس از سه‌رخ (۲۰۱۸) است. این فیلمساز دو فیلم کوتاه در این بین ساخته‌است. پناهی علاوه بر کارگردانی و تهیه‌کنندگی این فیلم، همچنین به عنوان بازیگر با ناصر هاشمی، وحید مبصری، بختیار پنجه‌ای، مینا کاوانی و دیگران همکاری کرده‌است. گفته می‌شود که پس از پایان شهربندان اعمال‌شده در سال ۲۰۲۲ به دلیل دنیاگیری کووید-۱۹ در ایران، پناهی آزادی های بیشتری برای تولید این فیلم دریافت کرد.
تولید این فیلم در مهٔ ۲۰۲۲ به پایان رسید. حقوق فیلم مدت کوتاهی بعد در جشنواره فیلم کن ۲۰۲۲ توسط شرکت پاریسی سلولوید دریمز معامله شد، که این وظیفه را برای آثار قبلی این کارگردان نیز بر عهده گرفته بود.

## دستگیری کارگردان

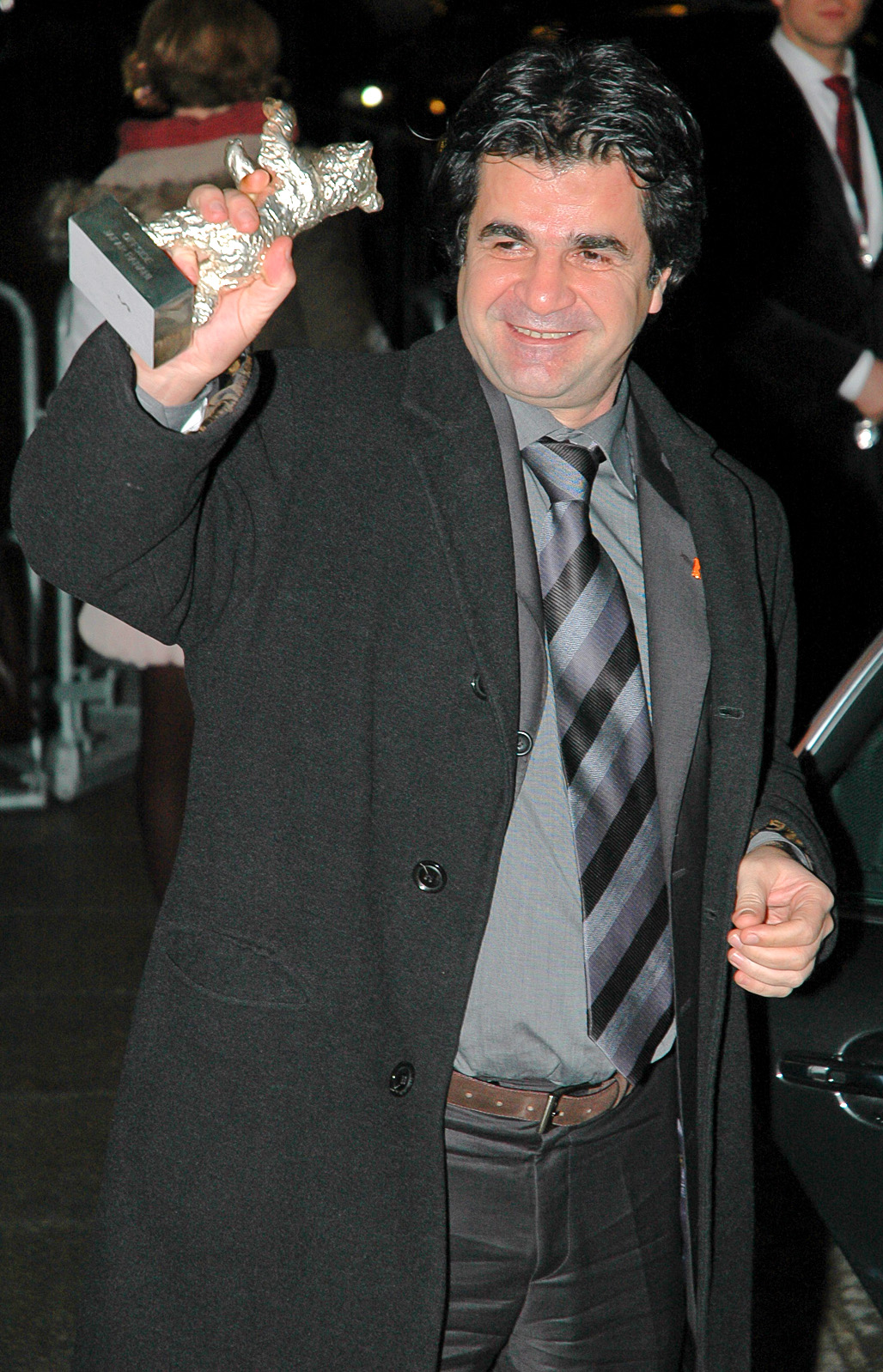
جعفر پناهی، نویسنده، کارگردان و تهیه‌کنندهٔ فیلم که پیش از اکران آن در ژوئیه ۲۰۲۲ بازداشت و به ۶ سال زندان محکوم شد.

در ۱۱ ژوئیه ۲۰۲۲ اعلام شد که پناهی به اتهام «تبلیغ علیه نظام» باید شش سال حبس را در زندان اوین بگذراند. به گفته خودش، او پس از دستگیریِ دو همکارش محمد رسول‌اف و مصطفی آل‌احمد، با چند صد فیلمساز دیگر ابراز همبستگی کرده‌بود. گفته می‌شود که آن‌ها به صورت آنلاین علیه خشونت پلیس در ایران تظاهرات کردند.
پس از انتخاب خرس نیست برای رقابت شیر طلاییِ جشنوارهٔ فیلم ونیز، وزارت فرهنگ و ارشاد این فیلم را یک «سیاسی‌بازی [تا] یک فیلم سینمایی» خواند که «پروانه ساخت ندارد». کانون کارگردانان سینمای ایران در بیانیه‌ای پس از تبریک به کارگردان منتخب این جشنواره، خواستار رسیدگی «به درخواست ۱۹ صنف سینمائی و صدها سینماگر» و «بررسی هرچه سریع‌تر وضعیت این سینماگران و آزادی آنان» شد.
گزارش شد که این دوره از جشنوارهٔ فیلمِ ونیز به طور چشمگیری تحتِ تأثیرِ دستگیری و محاکمهٔ جعفر پناهی قرار گرفت؛ دبیر هنری این جشنواره، آلبرتو باربرا، پس از اعلامِ فیلم‌های این دوره در یک رویداد رسانه‌ای خواستار آزادی کارگردانان پناهی، رسول‌اف و آل‌احمد شد. او بعداً از «تمام فیلم‌سازان و سایر اشخاص سرشناس» خواست تا برای اعتراض به دستگیری پناهی و ابراز همبستگی با تمام افراد از سراسر جهان که به همین شکل با آزار و اذیت مواجه شده‌اند، به یک فلش ماب بپیوندند که پیش از اکران فیلم در ۹ سپتامبر ساعت ۱۶:۳۰ در سالن سینمای پالازو دل سینما روی فرش قرمز برگزار شد. در این فلش ماب صدها نفر از جمله آلبرتو باربرا، جولیان مور، ماریانو کوهن و لئوناردو دی کوستانزو شرکت کرده و به دستگیری جعفر پناهی، روی فرش قرمز پیش از اکران فیلمش، اعتراض کردند.

## انتشار
خرس نیست در ژوئیه ۲۰۲۲ برای رقابت شیر طلایی در هفتاد و نهمین دوره جشنواره بین‌المللی فیلم ونیز انتخاب شد. پوستر رسمی فیلم در ۷ سپتامبر در آن جشنواره رونمایی شد، و فیلم برای نخستین بار با عنوان بین‌المللی «No Bears» در ۹ سپتامبر به نمایش درآمد.
نمایش دیگری از این فیلم در سپتامبر ۲۰۲۲ برای جشنواره بین‌المللی فیلم تورنتو ۲۰۲۲ برنامه‌ریزی شد.

## بازخورد
- در بازخوردهای اولیه، کارگردانی، مضامین و کیفیت فیلم مورد تحسین منتقدان قرار گرفت،[۲۵][۲۶][۲۷] و برخی از منتقدان در جشنواره فیلم ونیز، آن را به‌عنوان بهترین اثر پناهی تاکنون دانستند.[۲۸][۲۹] در وبگاه جمع‌آوری نقد راتن تومیتوز، ٪۱۰۰ از ۸۸ بررسی منتقدان مثبت است، و میانگینِ امتیاز آن ۸٬۵/۱۰ است. اجماع این وبگاه چنین می‌نویسد: «خرس نیست شاهد فیلمسازی دقیق جعفر پناهی است و تماشاگران را به بررسی لایه‌های پیچیده یک داستان فریبندهٔ ساده ترغیب می‌کند: مردی که توسط کشورش سرکوب و موقوف شده‌است.»[۳۰] این فیلم در متاکریتیک که از میانگین وزنی استفاده می‌کند، بر اساس نظر ۲۵ منتقدین امتیاز ۹۲ از ۱۰۰ را کسب کرده که نشان‌گر «تحسین همگانی» است.[۳۱]

- آندرئاس بوشه از تاگس اشپیگل در مقاله‌ای دربارهٔ این فیلم آن را برداشتی برجسته از یک «خودزندگی‌نامهٔ ساختگیِ مِتاسینمایی»[الف] دانست که «دگراَندیشیِ پناهی را که از زمان دستگیری او در ۲۰۱۰ آغاز شده‌است [را با] نوعی خودسرزنشیِ ظریف به تصویر می‌کشد»؛ بوشه همچنین خاطرنشان می‌کند که «نااُمیدی پناهی در این فیلم طوری ملموس می‌شود، که گویا او از پیش می‌دانست که دستگیر خواهد شد».[۳۳]

- ایرنا به انتقاد شدیداللحن از این فیلم پرداخت.[۳۴]

### جوایز و نامزدی‌ها
جعفر پناهی با فیلم خرس نیست برای دومین بار برای دریافت شیر طلایی، جایزهٔ اصلی جشنواره فیلم ونیز، به رقابت پرداخت. او این جایزه را نخستین بار برای فیلم دایره (۲۰۰۰) دریافت کرد. خرس نیست برندهٔ جایزه ویژه هیئت داوران بخش رقابت اصلی این جشنواره شد؛ این جایزه در غیاب کارگردان توسط بازیگرانِ فیلم مینا کاوانی و رضا حیدری دریافت شد.
| جشنواره                                                                         | تاریخ مراسم              | جایزه                  | دریافت‌کننده | نتیجه    | منبع   |
| ------------------------------------------------------------------------------- | ------------------------ | ---------------------- | ----------- | -------- | ------ |
| جشنواره فیلم ونیز                                                               | ۳۱ اوت — ۱۰ سپتامبر ۲۰۲۲ | شیر طلایی              | جعفر پناهی  | نامزدشده | [ ۳۶ ] |
| جشنواره فیلم ونیز                                                               | ۳۱ اوت — ۱۰ سپتامبر ۲۰۲۲ | جایزه ویژه هیئت داوران | خرس نیست    | برنده    | [ ۳۶ ] |
| جشنواره بین‌المللی فیلم شیکاگو                                                   | ۱۳—۲۳ اکتبر ۲۰۲۲         | جایزه شجاعت سینمایی    | خرس نیست    | برنده    | [ ۳۷ ] |
| جشنواره بین‌المللی فیلم شیکاگو                                                   | ۱۳—۲۳ اکتبر ۲۰۲۲         | هوگوی طلایی            | خرس نیست    | نامزدشده | [ ۳۸ ] |
| جشنواره بین‌المللی فیلم وایادولید                                                | ۲۲—۲۹ اکتبر ۲۰۲۲         | سنبله طلایی            | خرس نیست    | نامزدشده | [ ۳۹ ] |
| کارگردان زندانی است، بنابراین نمی‌تواند در مسابقات شرکت کند و جوایزی دریافت کند. |                          |                        |             |          |        |